# Панагюриште
Панагю́риште (болг. Панагюрище) — город в Болгарии. Находится в Пазарджикской области, входит в общину Панагюриште. Население составляет 16 458 человек (2022).

## История

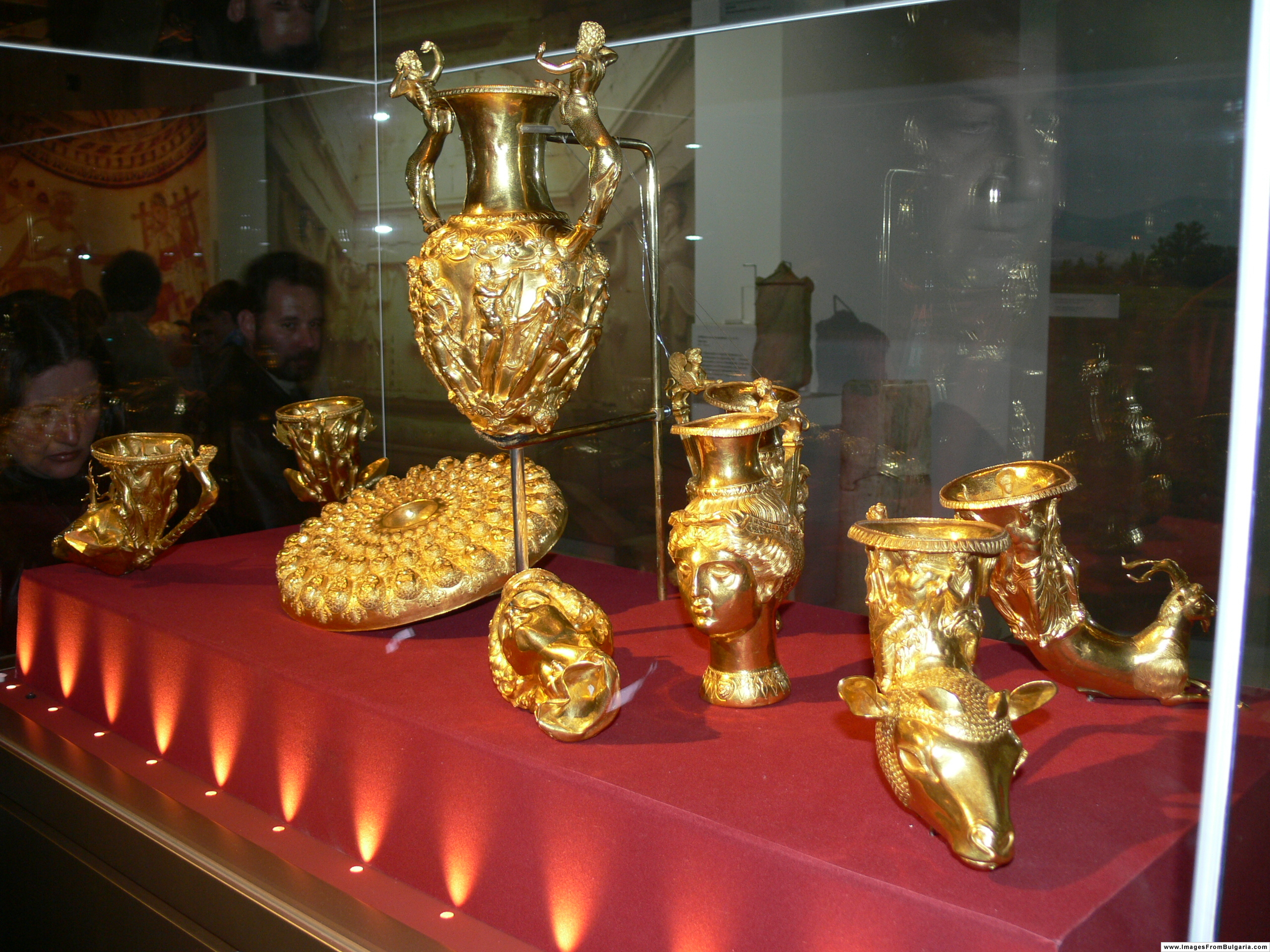
Золотой клад из Панагюриште

Панагюриште возникло в Средневековье (название — от греческого «праздник», «торжество», ср. панегирик), стало заметным поселением после захвата турками Велико-Тырново в 1349 году, когда туда переселились многие уцелевшие жители древней столицы. 
Один из главных центров Апрельского восстания 1876 года. 
Родина основателя Болгарской академии наук, видного общественного деятеля и историка Марина Дринова. 
В 1949 году в Панагюриште найден крупный фракийский клад золотых предметов общим весом более 6 кг.

| Год  | Население |
| ---- | --------- |
| 1985 | 22 011    |
| 1992 | 21 131    |
| 2000 | 19 756    |
| 2005 | 18 890    |
| 2010 | 17 959    |

## Политическая ситуация
Кмет (мэр) общины Панагюриште — Желязко Гагов (с 2023 года).

## Города-побратимы
- Пятигорск, Россия
- Жодино, Беларусь

## Известные уроженцы
- Баров, Цветко (1914—1993) — болгарский военачальник,  генерал-майор. Герой Социалистического Труда (НРБ).
- Георгиева, Райна (1856—1917) — болгарская учительница и революционер.
- Делирадев, Никола (1881—1961) — болгарский путешественник, писатель и охотник.
- Чолаков, Васил (1828—1885) — болгарский фольклорист, этнограф, языковед, издатель, педагог, библиограф.

## Галерея

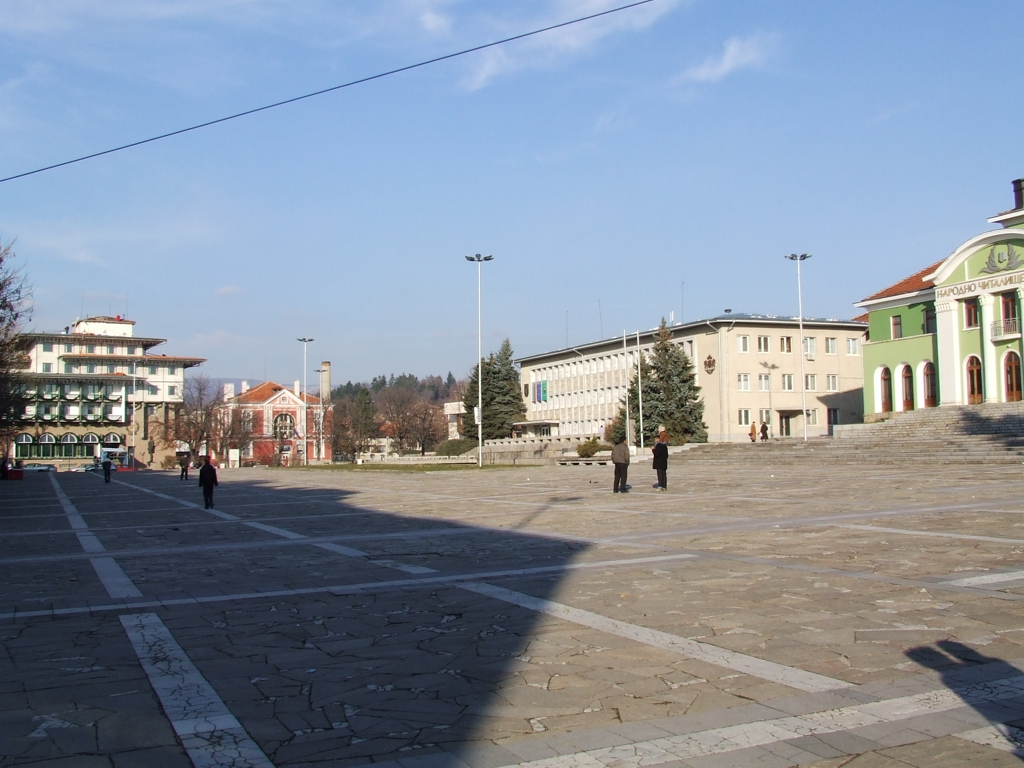
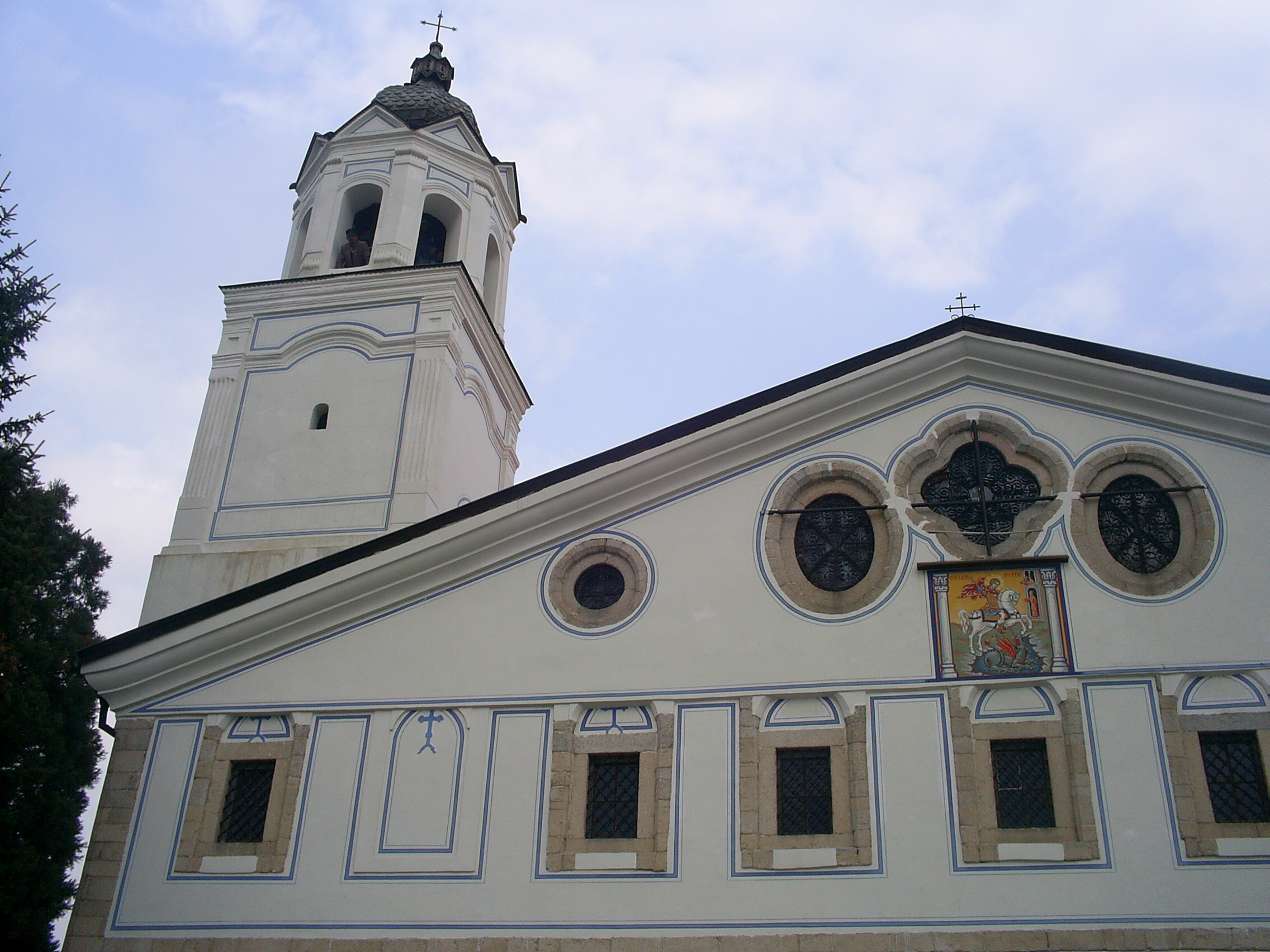
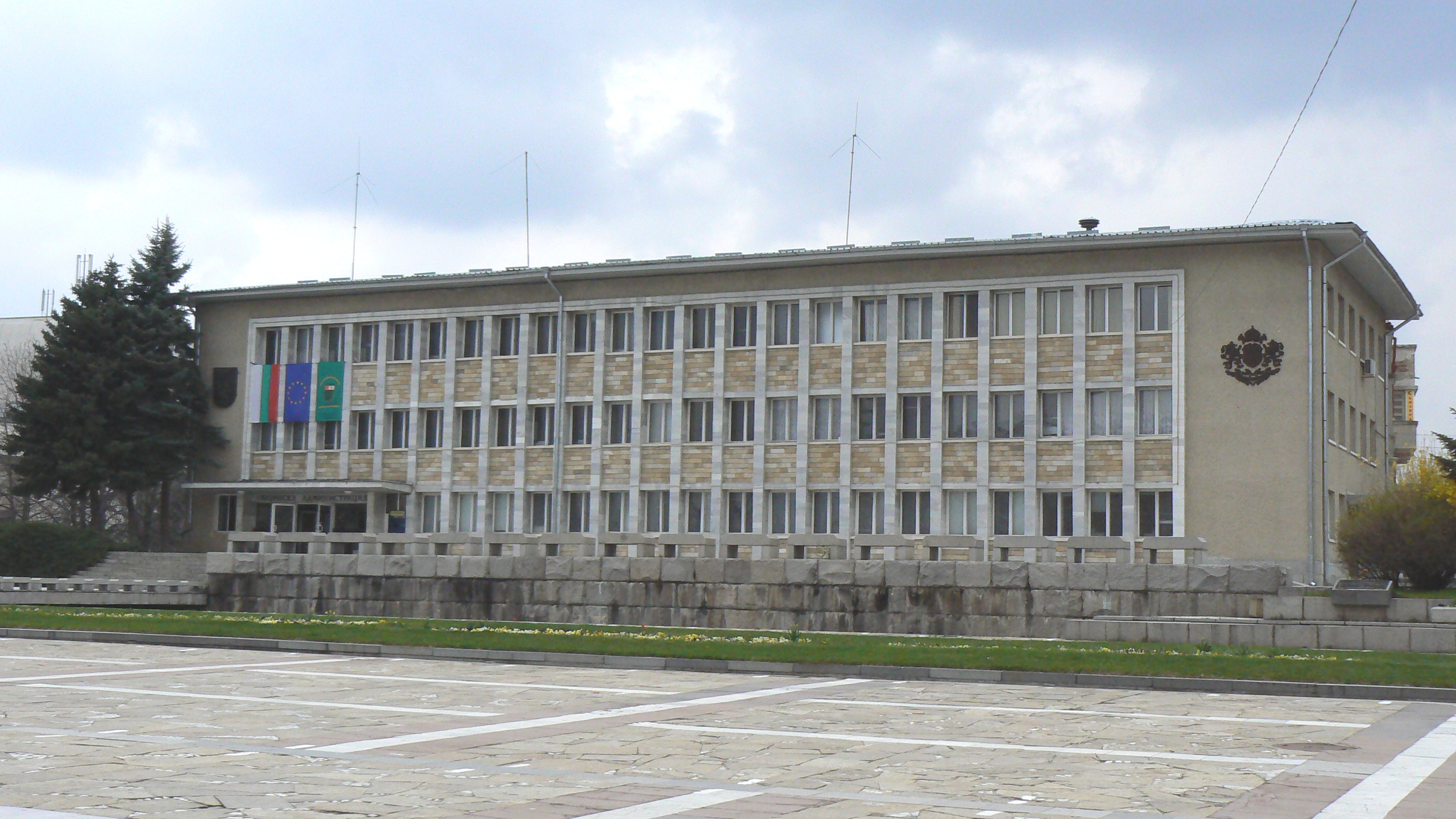
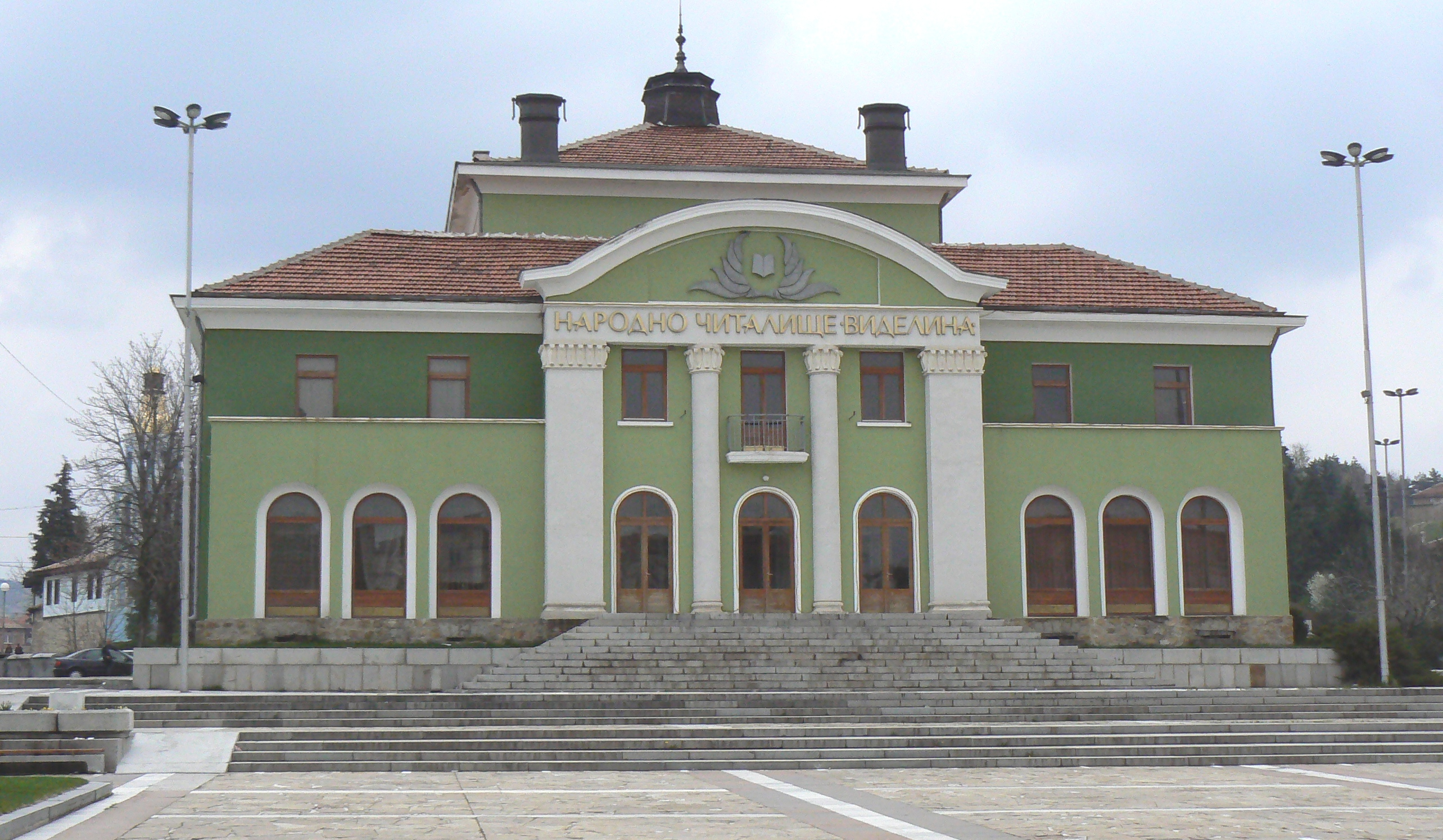
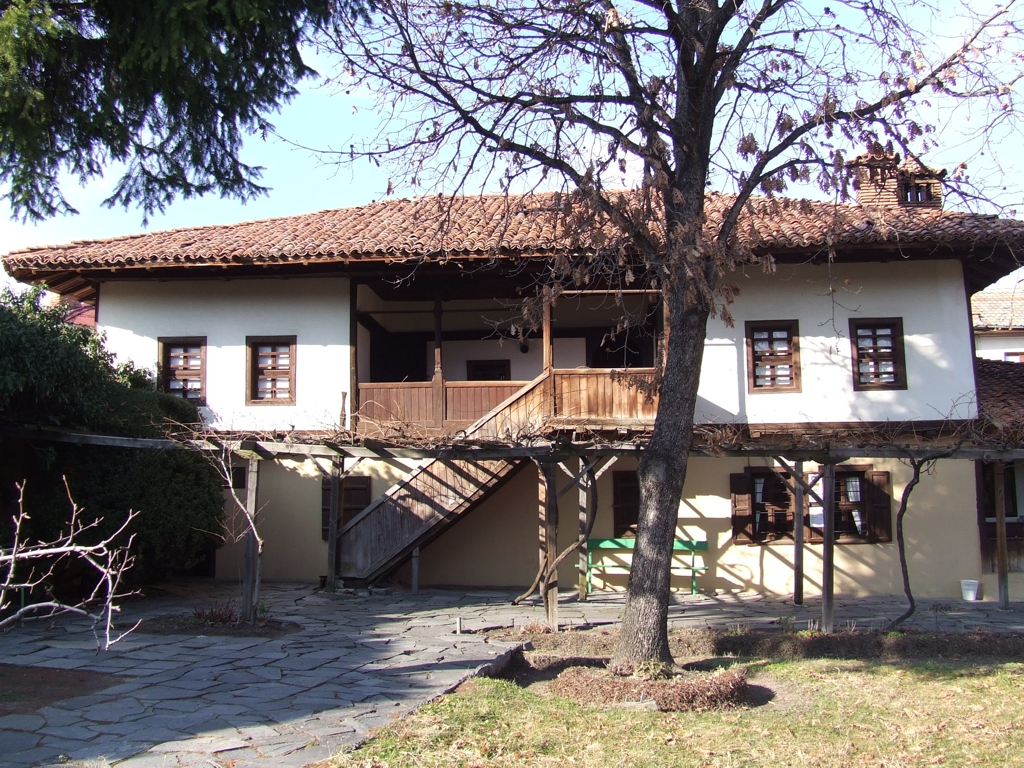